# RWE-Affäre
Die RWE-Affäre betreffen Zahlungen des RWE-Konzerns an Landes- und Bundespolitiker, die Ende 2004 ans Licht kamen.

## Zahlungen an Hermann-Josef Arentz
Zunächst wurde im November 2004 bekannt, dass Hermann-Josef Arentz, damaliger nordrhein-westfälische Landtagsabgeordneter, Vorsitzender der CDU-Arbeitnehmerorganisation CDA und Mitglied im Präsidium der CDU, als ehemaliger Mitarbeiter von RWE weiterhin Zahlungen von einer Tochterfirma des Unternehmens (RWE Power) in Höhe von 60.000 Euro jährlich sowie kostenlose Stromlieferungen ohne Gegenleistung erhalten hatte. Als sich Arentz auf dem Bundesparteitag seiner Partei in Düsseldorf im Dezember zur Wiederwahl ins Präsidium stellte, scheiterte dieser Versuch. Arentz erhielt lediglich 33,8 Prozent der Stimmen. Am 8. Dezember trat Arentz schließlich auch vom Bundesvorsitz der CDA zurück und erklärte, im Jahre 2005 nicht mehr um einen Sitz im Landtag Nordrhein-Westfalen kandidieren zu wollen.

## Zahlungen an Laurenz Meyer
Am 10. Dezember 2004 wurde dann berichtet, dass auch der CDU-Generalsekretär Laurenz Meyer von RWE (die im Jahr 2000 seinen früheren Arbeitgeber VEW übernommen hatte) Strom zum verbilligten Mitarbeitertarif beziehe, obwohl er 1999 aus dem Unternehmen ausgeschieden war. Eine Woche darauf tauchten neue Anschuldigungen auf, wonach er noch bei seiner Tätigkeit als Generalsekretär der CDU Gelder von RWE erhalten habe. Meyer erklärte, es habe sich dabei um eine Abfindung gehandelt, die im Mai 2000 fällig geworden sei, da sein Vertrag zu diesem Zeitpunkt seit einem Jahr geruht habe.
In einer Erklärung am 17. Dezember hatte Meyer die fragliche Zahlung noch als „rechtlich korrekt“ bezeichnet, musste später aber diese Darstellung widerrufen. Tatsächlich war Meyer nach der CDU-Niederlage bei der Landtagswahl in NRW jedoch schon wieder zur RWE zurückgekehrt, als das Geld schließlich im Juli 2000 gezahlt wurde. Wofür Meyer das Geld wirklich erhalten hatte, sagte er nicht. Neben diesen Einkünften erhielt Laurenz Meyer immer noch seine Bezüge als Vizelandtagspräsident von Nordrhein-Westfalen und bezog so zeitweilig drei Gehälter.
Um seinen Rücktritt abzuwenden, erklärte Meyer am 20. Dezember, er wolle den fraglichen Betrag von 81.800 Euro an die SOS-Kinderdörfer spenden. Zunächst versuchte auch noch die CDU-Vorsitzende Angela Merkel, ihren Parteifreund Meyer zu stützen. Beide mussten aber dann dem Druck der Öffentlichkeit und innerparteilicher Kritiker nachgeben, sodass Meyer am 22. Dezember 2004 seinen Rücktritt vom Amt des CDU-Generalsekretärs erklärte.
Am 23. Dezember teilte der Stromkonzern RWE das Ergebnis einer internen Untersuchung zu den Zahlungen an Meyer mit. Danach seien 160.000 von 250.000 D-Mark ungerechtfertigt auf Grund eines „Kommunikationsfehlers“ von der VEW an Meyer überwiesen worden. Später erklärten Vorstand und Aufsichtsrat des Unternehmens, es habe sich um eine Veruntreuung durch einen Mitarbeiter gehandelt. Anfang 2005 haben Meyer und RWE dessen Arbeitsverhältnis rückwirkend zum 31. Dezember 2004 mit einer Abfindung von 400.000 Euro beendet. Meyer hat die rund 81.000 Euro Abfindung an seinen ehemaligen Arbeitgeber zurückgezahlt, wohingegen RWE eine Spende in Höhe von 100.000 Euro an die SOS-Kinderdörfer angekündigt hat.
Laut Spiegel, habe Meyer seinen zuletzt ruhenden Arbeitsvertrag bei RWE reaktivieren können; er hatte daraus ein Jahreseinkommen von 112.381 Euro bezogen; er schied aber mit einer Abfindung Anfang 2005 bei RWE aus.

## Würdigung der Affäre
Mit dieser Affäre kamen die Lobbyismus-Praktiken des RWE-Konzerns generell in die Kritik. So wurde bekannt, dass RWE Ende 2004 etwa 200 haupt- und vor allem nebenamtliche Mandatsträger in der eigenen Mitarbeiterschaft hatte und über Jahrzehnte hinweg auf diese und ähnliche Weise auf die Politik Einfluss zu nehmen versuchte.